# Passiflora cyanea
Passiflora cyanea je biljka iz porodice Passifloraceae.